# Domaros
Domaros (Damarath, Damaros, Damarus, Domarus, Dommer, Księżyc odmienny) – kaszubski herb szlachecki, według Przemysława Pragerta odmiana herbu Księżyc.

## Opis herbu
Opis z wykorzystaniem zasad blazonowania, zaproponowanych przez Alfreda Znamierowskiego:
W polu błękitnym półksiężyc złoty z twarzą, z takąż gwiazdą na każdym rogu. Klejnot: nad hełmem w koronie pół jelenia złotego, wspiętego. Labry: błękitne, podbite złotem.

## Najwcześniejsze wzmianki
Herb pojawił się w Nowym Siebmacherze oraz w Adelslexikon der preussiche Monarchie von... Ledebura. Herb przytacza też Żernicki (Der polnische Adel), ale bez klejnotu.

## Rodzina Domaros
Drobna rodzina szlachecka o nazwisku być może pochodzącym od staropolskiego imienia Domarad, albo od wsi Domaradz. Pierwsza wzmianka z 1570 (Urbanus Dionomirsch Jacob Pella alias Donomirsz). Nazwisko albo przezwisko Domaros pojawiało się często wraz z nazwiskami odmiejscowymi: Chośnicki, Niepczołowski. Wzmianki z lat: 1605 (Filip Domaros Niepczołowski), 1624 (Laurenty Domaros Chośnicki), 1641 (Filip Domaros Podjaski). Przydomek ten miał się też pojawić u jakiegoś Dąbrowskiego. Najczęściej jednak nosili go dziedzice ze wsi: Niepoczołowice i Chośnica. W 1662 w Chośnicy wymienieni są między innymi Jerzy Domyross, Jerzy Domiross, Jerzy Domoros, Urban Domoros, zaś w Niepoczołowicach Philyp Domaros. W 1688 wymienia się Georga Dumrowskiego Kosnickiego, zaś w 1736 Pawła Domaros. W wiekach XVIII-XIX nazwisko Domaros spotykało się już niemal wyłącznie samodzielnie. Z końca XVIII wieku pochodzi wzmianka o Albrechcie von Domaros, z 1805 o Ferdynandzie Domaros. Na przełomie wieków żyła też Constantia von Domarus. W 1786 wymienia się Jakoba von Domarus, Johanna von Domarus, zaś w 1749 Ernsta von Domarus. Kolejne wzmianki o nazwisku pochodzą z 1724, 1857, 1853, 1855. W roku 1871 jacyś Domarosowie mieli służyć w pruskiej armii.

## Herbowni
Domaros (Damarus, Damrath, Damrosz, Domarath, Domares, Domaross, Domaroz, Domarus, Domiross, Dommer, Domoros, Domyross, Dummer, Dumrowski, być może też Dionomirsch, Donomirsz). Rodzina używała też nazwisk odmiejscowych Chośnicki i Niepczołowski.
Nie wiadomo, czy wszystkie gałęzie rodziny używały tego herbu.